# Phantomaktie
Bei einer Phantomaktie (engl. Phantom Stock) handelt es sich um eine moderne variable Vergütungsmethode, bei der den Arbeitnehmern je nach Leistung imaginäre Wertpapiere zugeteilt werden. Wenn eine Wertsteigerung der Phantomaktien eintritt, können die Mitarbeiter sich diese schließlich auszahlen lassen.
Ausgangspunkt sämtlicher Phantomaktien ist, dass die Begünstigten hierbei keine echten, sondern nur fiktive Aktien erhalten. Diese Aktien stellen imaginäre Anteile am Wert eines Unternehmens dar. Der Wert des Unternehmens wird auf verschiedene Weisen (etwa nach dem Wert am Kapitalmarkt oder nach der Discounted Cash-flow-Methode) berechnet. Durch diese Methode können somit auch nicht-börsennotierte Unternehmen diese Form der Vergütung nutzen. Die Phantom-Anteilseigner sollen damit dazu motiviert werden, ihr Gehalt durch gute Arbeit selbst zu steigern.
Teilweise werden auch Dividenden auf die Phantomaktien ausbezahlt, um die Angestellten unmittelbar am Unternehmensgewinn teilhaben zu lassen. Ein derartiger Virtual Stock Ownership Plan (VSOP) dient häufig der Vermeidung der Wandlung in ein Mitarbeiterunternehmen (Employee Stock Ownership Plan, ESOP), mit der Mitarbeiter auch ein Stimmrecht bei Unternehmensentscheidungen erhalten.